# Luis Álvarez (militar)
José Luis Álvarez (Villa Concepción del Tío, 6 de junio de 1806-ibidem, 4 de diciembre de 1864) fue un militar argentino que luchó en las guerras civiles argentinas.

## Biografía
Hijo de Luis Álvarez y Ramona Orellano, nació el 6 de junio de 1806, y fue bautizado en 1807. Ingresó desde joven a las milicias locales. En 1860, siendo ya sargento mayor, derrotó a las fuerzas partidarias de Santiago Derqui que marchaban sobre Córdoba.
En 1861 venció al coronel Francisco Clavero en los Molinos de López, lo que le valió ser ascendido por Bartolomé Mitre al grado de coronel y a instancias de Wenceslao Paunero ser nombrado jefe de la frontera este de la provincia.
En 1863 combatió a las montoneras que respondían al caudillo federal Ángel Vicente Peñaloza en las batallas de Santa Rosa y de Las Playas.
Poco después se sublevó contra el gobernador Roque Ferreyra pero fue derrotado en los Altos de Córdoba. Suspendido el proceso en su contra, fue repuesto en sus funciones pero falleció el 4 de diciembre de 1864 en Concepción del Tío.
Sus restos fueron llevados a pulso por sus soldados, desde la Villa a la Capilla de  Arroyito para recibir cristiana sepultura.”